# Паника на улицах
«Паника на улицах» (англ. Panic in the Streets) — фильм нуар режиссёра Элии Казана, вышедший на экраны в 1950 году.
Фильм сделан по рассказу Эдны и Эдварда Энхалтов «Карантин, некоторые любят похолоднее», сценарий написали Ричард Мёрфи и Дэниэл Фукс. Фильм рассказывает о борьбе офицера службы общественного здравоохранения США (Ричард Уидмарк) и капитана городской полиции (Пол Дуглас) по предотвращению угрозы эпидемии лёгочной чумы в Новом Орлеане. В течение одного-двух дней они должны выявить носителей смертельно опасного заболевания, пока оно не получит массового распространения. Заражёнными оказываются бандиты, убившие человека. Чувствуя, что на них идёт охота, они всячески укрываются от преследования властей. Фильм снят полностью на натуре в Новом Орлеане, и в нём занято множество жителей города.
Фильм относится к категории нуаровых триллеров, объединённых темой угрозы массового заражения населения. К этой же категории относятся фильмы нуар «Убийца, запугавший Нью-Йорк» (1950) и «Город страха» (1959).
В 1950 году на Венецианском кинофестивале фильм принёс Элии Казану Международную премию и номинацию на главный приз — Золотого льва, а Национальный совет критиков США включил фильм в десятку лучших фильмов года. В 1951 году Гильдия писателей Америки номинировала сценариста Ричарда Мёрфи на премию за лучшую американскую драму и на Премию Роберта Мелтзера за сценарий, наиболее умело рассматривающий проблемы американской жизни. Наконец, в 1951 году Эдна и Эдвард Энхалты завоевали Оскар за лучшую историю для фильма.

## Сюжет
В Новом Орлеане в одном из злачных припортовых кварталов несколько человек играют в карты. Одному из играющих становится плохо, и он хочет выйти из игры и забрать свой приличный выигрыш в 191 доллар. Однако остальные уговаривают его продолжить игру. Тем не менее, он забирает деньги, и пошатываясь выходит на улицу. Мелкий гангстер Блэки (Джек Пэланс), участвовавший в игре, не хочет терять проигранные деньги. Он приказывает двум своим подручным — Фитчу (Зеро Мостел) и Полди (Ги Томаджан) — догнать ушедшего. Начинается погоня по промышленной зоне, которая заканчивается тем, что бандиты загоняют убегающего в угол на одном из складов, после чего Блэки хладнокровно убивает его двумя выстрелами в упор и забирает деньги.

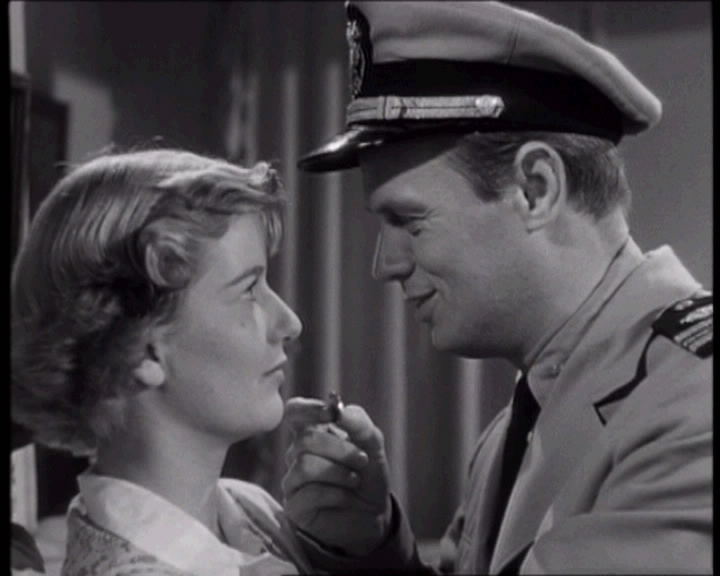
Клинтон Рид (Ричард Уидмарк) с женой Нэнси (Барбара Бел Геддес)

На следующее утро в порту обнаруживают неопознанный труп убитого. Судя по двум пулевым отверстиям, полиция предполагает, что жертва была застрелена, а затем утоплена. Однако судмедэксперт при внимательном осмотре тела обнаруживает в крови убитого подозрительные микробы, после чего немедленно вызывает представителя Офицерского корпуса службы общественного здравоохранения США, капитан-лейтенанта Клинтона Рида (Ричард Уидмарк).
У Рида выдался первый за шесть недель выходной, который он проводит с женой Нэнси (Барбара Бел Геддес) и сыном Томми (Томми Реттиг), но тем не менее после звонка он решает поехать и самостоятельно осмотреть тело. После тщательного изучения трупа, Рид устанавливает, что у убитого была лёгочная чума, особая разновидность бубонной чумы, которая передаётся воздушно-капельным путём и может вызывать эпидемию в городе, угрожающую массовыми смертями. Рид требует немедленно кремировать заражённое тело, а также собрать всех, кто с ним контактировал, для проведения прививок. Он также заявляет, что необходимо срочно установить личность мертвеца, а также тех, кто контактировал с ним в течение нескольких последних дней, включая его убийц.

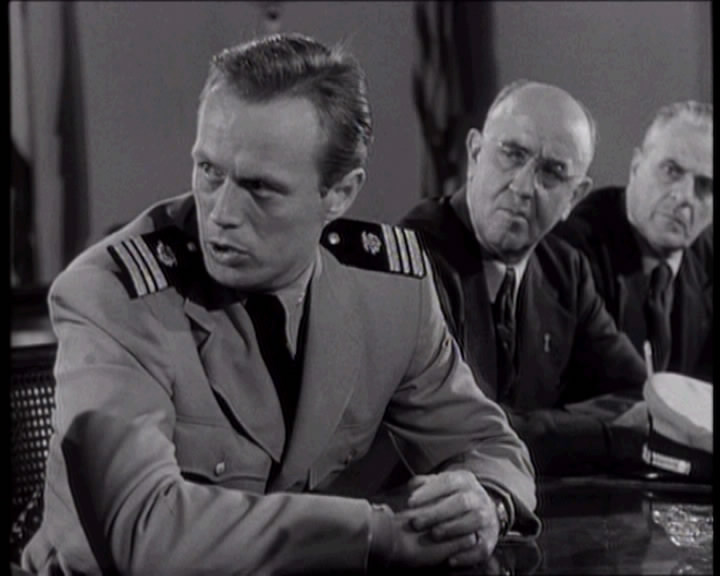
Рид говорит об угрозе заражения города чумой на совещании у мэра Нового Орлеана

Вскоре мэр города проводит совещание с представителями администрации, комиссаром полиции и другими чиновниками, на котором Рид докладывает, что у них есть всего 48 часов, чтобы спасти Новый Орлеан от чумы, для чего нужно выявить и привить всех, кто контактировал с переносчиком болезни. Многие чиновники не воспринимают слова Рида со всей ответственностью. В частности, они предлагают дать приметы умершего через прессу, чтобы скорее обнаружить его связи и выявить убийц. Однако Рид выступает категорически против, утверждая, что любая публичная огласка в этом деле приведёт к панике, в результате которой начнётся массовое бегство людей из города, что в конце концов может привести к быстрому распространению эпидемии на всю страну. В конце концов, мэр поддерживает Рида и даёт поручение комиссару полиции и его заместителю, капитану Уоррену (Пол Дуглас) оказать Риду всевозможное содействие.
Судмедэксперты устанавливают, что погибший был армянином, чехом или другим восточноевропейцем. Полиция начинает массовые облавы и задержания всех подозрительных лиц, имеющих отношение к этим землячествам. Среди прочих на допрос попадает и Фитч, который имел ранее приводы в полицию, однако он не сознаётся, что знал убитого. Понимая, что метод массовых облав и допросов вряд ли поможет быстро выйти на след заражённых, Рид решает вести расследование собственным путём, о чём он ставит в известность капитана Уоррена. Капитан полагает, что Рид демонстрирует такую активность ради продвижения по службе, но тем не менее не возражает, чтобы Рид вёл параллельное расследование.

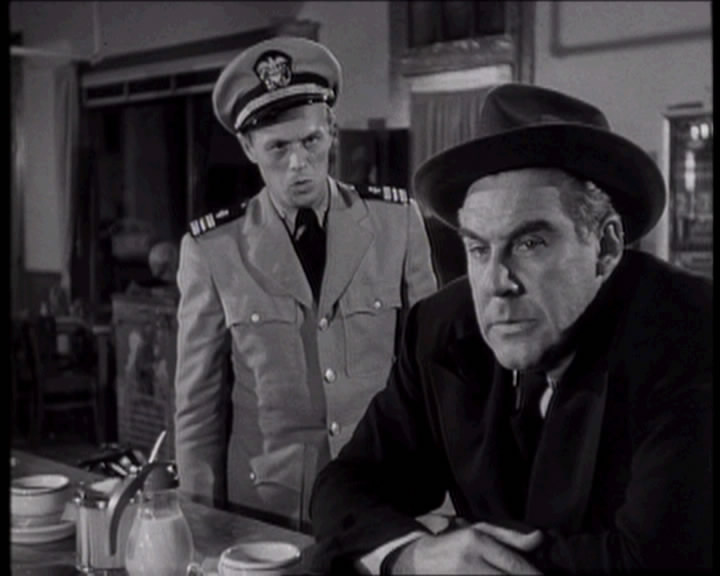
Клинтон Рид и капитан Уоррен обсуждают план дальнейших действий

Поскольку никто из многочисленных допрошенных не смог опознать умершего, Рид предполагает, что тот проник к город совсем недавно, и, по всей видимости, нелегально на одном из торговых кораблей. Рид направляется на биржу найма на морские суда, и через громкоговоритель объявляет собравшимся морякам, что раздаст им фотографии человека, обещая вознаграждение в 50 долларов тому, что опознает его или сообщит о нём какую-либо информацию. Никто из моряков однако не узнаёт убитого, и Рид говорит, что в течение двух часов будет ждать в баре напротив, на случай, если кто-либо вспомнит что-то и захочет с ним поделиться.
Спустя некоторое время в бар заходит девушка, сообщая Риду, что её приятель Чарли (Уилсон Бург-младший), похоже, что-то знает об убитом и готов за вознаграждение поделиться информацией. Рид следует за ней на небольшую лодку, которая служит им домом. Забрав деньги, Чарли нехотя признаёт, что вернулся из плавания на корабле «Королева Нила», на борту которого нелегально прибыл больной человек, похожий на изображённого на фотографии.
Тем временем вернувшийся с допроса Фитч рассказывает Блэки, что по делу об убийстве человека, которого, как выясняется, зовут Кочак, полиция развернула широкомасштабное расследование. Фитч опасается, что его схватит полиция, и хочет немедленно сбежать из города. Однако Блэки подозревает, что такая активность полиции, видимо, связана с тем, что Кочак нелегально ввёз в страну какой-то особо ценный товар, возможно, наркотики. Так как при нём ничего не обнаружено, вероятнее всего, он спрятал товар у своего кузена Полди. Блэки требует от Фитча немедленно разыскать и привести Полди.
Рид и Уоррен, между которыми, наконец, установилось полное взаимопонимание, направляются на борт корабля «Королева Нила», однако при допросе капитан не сознаётся, что перевозил каких-либо нелегалов или контрабанду, и в ультимативной форме просит американских офицеров покинуть корабль, который находится вне территориальных вод США. Тогда Рид обращается непосредственно к собравшейся команде корабля, говоря, что они могут умереть от чумы, если на борту был тот больной человек, которого они разыскивают. В этот момент один из подчинённых Рида сообщает, что после осмотра трюма он пришёл к выводу, что на корабле может быть 150—180 крыс, которые могли служить разносчиками чумы. После этих слов матросы вопреки воле капитана и боцмана требуют медицинской защиты. Они приводят китайца-кока с признаками заболевания, который контактировал с находившимся на борту больным нелегалом по имени Кочак. После этого Рид с коллегами делает всем морякам прививки, одновременно проводя допрос, во время которого один из моряков вспоминает, что Кочак всё время мечтал поесть кебаб.

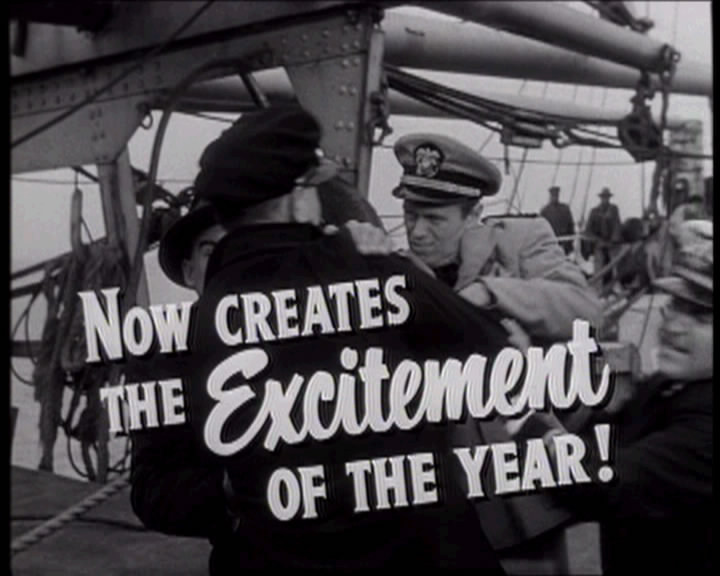
Клинтон Рид вступает в схватку с капитаном «Королевы Нила»

Ухватившись за эту ниточку, Рид и Уоррен прочёсывают все греческие рестораны в городе. В пятнадцатом по счёту ресторане они предъявляют фотографию Кочака его владельцу Джону Мифарису (Алексис Минотис), который уходит показать её жене Рите (Элин Стивенс). Рита говорит мужу, что знает Кочака и вчера обслуживала его, однако не хочет, чтобы в их дела вмешивалась полиция, и просит мужа ответить, что они ничего не знают, даже несмотря на предупреждение, что они могут пострадать от опасной болезни.
В полицейском участке следивший за Уорреном и Ридом газетный репортёр Нефф (Дэн Рисс) требует от них разъяснений относительно угрозы эпидемии в городе, чтобы опубликовать эту сенсационную новость в газете. Чтобы предотвратить утечку информации и последующую панику, Уоррен даёт указание временно посадить журналиста в тюремную камеру.
Поздно вечером измученный Рид возвращается домой, чтобы немного отдохнуть, и в этот момент жена сообщает ему, что беременна. Рид уже выбился из сил и не знает, что предпринять дальше, но жена вдохновляет его словами, что сейчас он стал главным лицом в городе и судьба огромного числа людей находится в его руках.
Некоторое время спустя мэр города вызывает Уоррена и Рида на встречу, требуя немедленно освободить репортёра, чтобы избежать юридических преследований, и не препятствовать ему в публикации добытой им информации. Уоррен против своего желания выполняет указание мэра, понимая, что у них осталось около четырёх часов до выхода газет, чтобы найти инфицированных людей.
Блэки озабочен тем, что Полди от него скрывается, и подозревает, что тот решил присвоить себе контрабанду Кочака и вместе с ней сбежать из города. От своего информатора, торгующего газетами карлика, Блэки узнаёт, что Полди снимает комнату над рестораном Мифариса. Блэки вместе с Фитчем поднимается к Полди на второй этаж, где видит, что тот тяжело болен и бормочет что-то бессвязное. Блэки выгоняет вызванную к Полди медсестру, которая настаивает на немедленной госпитализации, и приглашает своего врача. Гангстер требует, чтобы врач привёл больного в чувства, после чего начинает жестоко допрашивать Полди, требуя сказать, где находится контрабанда. Так как от больного не удаётся ничего добиться, по требованию Блэки врач сообщает адрес подпольной клиники, где Полди смогут привести в чувства. Блэки берёт носилки и вместе с Фитчем собирается транспортировать Полди по полученному адресу.

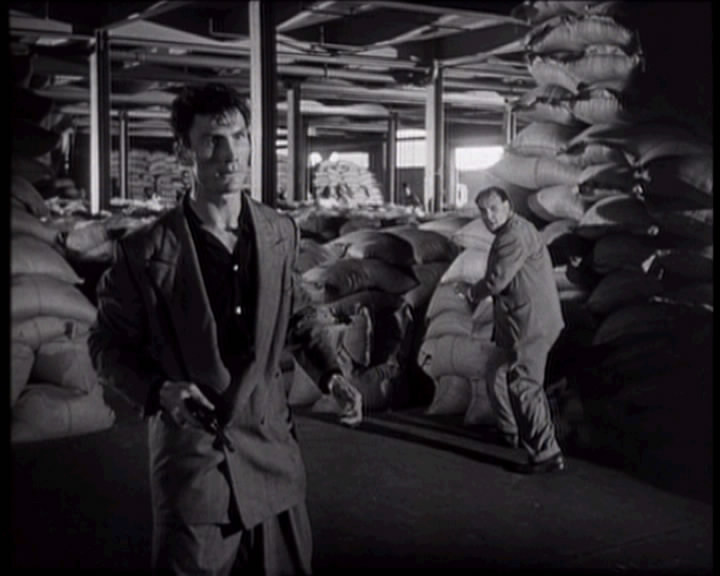
Блэки (Джек Пэланс) и Фитч (Зеро Мостел) скрываются от полиции на складах порта Нового Орлеана

В этот момент Уоррен получает по рации сообщение, что от лихорадки умерла Рита, жена Мифариса. Вместе с Ридом он немедленно выезжает в ресторан. Увидев подъехавшую полицию, Блэки и Фитч торопливо спускают Полди на носилках со второго этажа. На лестнице им наперерез бросается Рид, требуя остановиться. Блэки и Фитч швыряют носилки вместе с Полди через перила лестницы и убегают в направлении порта, по дороге угнав овощной фургон.
Рид и Уоррен преследуют их на полицейских машинах, а затем по территории портовых фабрик и складов. Полиция устанавливает оцепление вокруг всего квартала, а Рид продолжает отчаянную погоню по докам и складам. По дороге Блэки убивает одного из охранников склада, что подталкивает полицию к более решительным мерам, однако Рид просит не убивать бандитов, чтобы допросить их о возможных контактах с другими людьми. На одном из складов, где прячутся Блэки и Фитч, Рид останавливается и пытается им объяснить, что хочет спасти им жизнь, так как скорее всего они инфицированы чумой. Однако Блэки не обращает внимания на эти слова и убегает, увлекая Фитча с собой. Они прячутся под мостками в порту, однако Рид замечает их и продолжает преследование. Подойдя вплотную к лодке, он видит лежащего в ней Фитча. Когда Рид пытается поднять его, спрятавшийся Блэки сшибает Рида с ног сильным ударом по голове, а затем пытается застрелить его. В этот момент спустившийся на мостки Уоррен замечает Блэки и первым стреляет в него. Испугавшись выстрелов, Фитч бросается навстречу полицейским со словами, что он всё расскажет и просит его спасти. Блэки стреляет в своего подручного, попадая в ему спину, а затем убегает вдоль пирса. Преследуемый полицией, он пытается взобраться по канату на борт корабля, однако, обессилев, падает в воду.
Уоррен отвозит Рида домой, по дороге сообщая, что Полди действительно получил от Кочака контрабанду, но это был всего лишь чемодан с духами стоимостью 200—300 долларов. Нэнси встречает мужа и они, обнявшись, проходят в дом. В этот момент по радио сообщается об успешно проведённой операции по поимке опасных преступников и предотвращению эпидемии.

## В ролях
- Ричард Уидмарк — капитан-лейтенант «Клинт» Рид
- Пол Дуглас — капитан Том Уоррен
- Барбара Бел Геддес — Нэнси Рид
- Джек Пэланс — Блэки
- Зеро Мостел — Рэймонд Фитч
- Алексис Минотис — Джон Мефарис, владелец греческого ресторана
- Дэн Рисс — Нефф, газетный репортёр
- Томми Кук — Винс Полди, младший брат

В титрах не указаны
- Эмиль Мейер — капитан Боклайд, хозяин «Королевы Нила»
- Томми Реттиг — Томми Рид
- Пэт Уолш — Пэт, торговец газетами
- Ленка Питерсон — Джинетт[3]

## Создатели фильма и исполнители главных ролей
Режиссёр фильма Элиа Казан был одним из самых признанных голливудских режиссёров 1940-60-х годов. Как лучший режиссёр он был удостоен премий Оскар за проблемные нуаровые драмы «Джентльменское соглашение» (1947) и «В порту» (1954), а также был номинирован на эту награду за драмы «Трамвай „Желание“» (1951), «К востоку от рая» (1955) и «Америка, Америка» (1963). Однако, как отмечает критик Аткинсон, «Паника на улицах» «смотрится свежо и сегодня, и легко переигрывает», по крайней мере, по его мнению, «более знаменитые картины Казана, такие как „Трамвай Желание“, „Вива, Сапата!“ (1952), „В порту“, „К востоку от рая“ и даже „Великолепие в траве“ (1961)».
В 1948 году актёр Ричард Уидмарк был номинирован на Оскар за роль в фильме нуар «Поцелуй смерти» (1947). Кроме того, он сыграл свои лучшие роли в таких значимых фильмах нуар, как «Улица без названия» (1948), «Придорожное заведение» (1948), «Выхода нет» (1950), «Ночь и город» (1950), «Происшествие на Саут-Стрит» (1953), а позднее — в послевоенной драме Стэнли Крамера «Нюрнбергский процесс» (1963). Дебютировавший в этом фильме Джек Пэланс впоследствии дважды номинировался на Оскар за лучшие роли второго плана в фильме нуар «Внезапный страх» (1952) и в вестерне «Шейн» (1953), а позднее получил Оскар за фильм «Городские пижоны» (1991). Среди других памятных киноработ Пэланса — фильм нуар «Большой нож» (1955) и военная драма «Атака» (1956), обе картины поставил Роберт Олдрич, психологическая драма Жана-Люка Годара «Презрение» (1963), а позднее — комедия «Кафе «Багдад»» (1987) и триллер Тима Бёртона «Бэтмен» (1989).

## Оценка фильма критикой

### Общая оценка фильма
После выхода на экраны фильм получил преимущественно положительные оценки. Так, журнал «Variety» назвал его «исключительной мелодрамой с преследованием», выделив «плотный сценарий и постановку». Хотя фильм «рассказывает об успешных попытках схватить парочку преступников, являющихся носителями микробов, чтобы предотвратить распространение чумы и панику в большом городе», тем не мене «чума является где-то побочной темой по сравнению с темой копов и бандитов». Журнал также отмечает, что «в фильме много оживлённого действия, хороших человеческих эмоций и некоторых необычных моментов».
Позднее критики также высоко оценивали картину. Журнал «TimeOut» назвал её «отличным триллером, намного меньше нагруженным значимостью, чем большинство фильмов Казана», далее отметив, что в картине «поразительно хорошо сочетаются жанр фильм нуар и метод психологической актёрской игры», который исповедовала Актёрская студия в Нью-Йорке, особенно когда «панические поиски набирают свой ход». «TimeOut» отмечает также «обострённый реализм и первоклассную актёрскую игру» в картине.
Киновед Спенсер Селби полагает, что это «уникальный фильм, который сочетает мрачную нуаровую угрозу с реалистичным изображением повседневной жизни государственного служащего» . Кинокритик Джонатан Розенбаум полагает, что «это самый лучший и самый забытый из ранних фильмов Элии Казана — мастерский напряжённый триллер о враче, который пытается найти банду воров, один из которых, возможно, заражён чумой». Кинокритик Деннис Шварц также считает картину «одним из выдающихся, но обойдённых вниманием фильмов Казана», называя её «реалистичным медицинским нуаровым триллером», особенно отметив, что его съёмки проводились на натуре в Новом Орлеане.
Кинокритик Майкл Аткинсон считает, что этот фильм превосходит подавляющее большинство стандартных нуаров «просто благодаря взрослости своего сознания, доведённому до совершенства реализму, а также отказу от голливудских лёгких ответов и простых решений». Актинсон пишет, что «фильм представляет собой нечто существенно большее, чем очередной нуар, или даже „проблемный“ фильм… Хотя по своей сути это полицейский процедурал — с эпидемиологическим МакГаффином в центре внимания — это также самый умный, самый убедительный, самый увлекательный и подробный портрет американской жизни, когда-либо созданный в эпоху до Голливудской новой волны». Критик отмечает, что в этом «напряжённом триллере острое внимание Казана к энергетике преследования и сложности бюрократических процедур — что позднее нашло своё красноречивое повторение в таких фильмах, как „Заражение“ (2011) Стивена Содерберга — это лишь каркас фильма. Однако что в нём по-настоящему захватывает — это человеческие характеры и ощущение хаоса».

### Стилистика фильма
Кинокритик из Нового Орлеана Дэвид Ли Симмонс написал в 2005 году: «Элементы фильма нуар в этой картине берут своё начало в Немецком экспрессионизме и послевоенном Итальянском неореализме. Казан восхищался тем, как экспрессионисты использовали контрастное освещение для усиления эмоциональной напряжённости, и был связан с неореалистами своими „верите“ изображениями тех, кто живёт на обочине общества. „Паника“ дала ему возможность продвинуть эти стили дальше, экспериментируя со съёмочной техникой и приглашением на роли обычных людей». Майкл Бетцольд отмечает, что «Казан мастерски снял фильм в полудокументальном стиле», «задействовав для показа этой необычной истории лучшие голливудские производственные возможности».
Майер подчёркивает, что «начало полудокументальному стилю в кино положил шпионский фильм о работе ФБР „Дом на 92-й улице“ в 1945 году, и он достиг своего пика с такими фильмами, как „Обнажённый город“ (1948) и „Паника на улицах“ (1950)» . Дикос добавляет, что "в трёхлетний период с 1948 по 1951 год появились фильмы, ненавязчиво и увлекательно сочетающие натурные съёмки с архивным материалом, среди них «Сила зла» (1948) Абрахама Полонски, «Человек под прикрытием» (1949) Джозефа Х. Льюиса, «Переулок» (1950) Энтони Манна, «Паника на улицах» (1950) Казана, «Ночь и город» (1950) Дассена и «Он бежал всю дорогу» (1951) Джона Берри .

### Натурные съёмки в фильме
Как пишет кинокритик Эндрю Спайсер, на рубеже 1940-50-х годов «Казан открыл новые возможности обширных натурных съёмок, с помощью которых ему удалось добиться более широкого визуального разнообразия в двух его фильмах — „Бумеранг!“ (1947) и „Паника на улицах“ (1950)»… Среди двух этих картин «Паника на улицах» «была более очевидным фильмом нуар с его контрастными ночными съёмками в Новом Орлеане, и с отчаянной борьбой за выживание персонажей по обе стороны закона». Также Спайсер отмечает, что некоторые критики рассматривали картину как своего рода метафору борьбы с распространением коммунистического влияния в стране в эпоху антикоммунистической охоты на ведьм в США. Другие критики также обратили внимание на натурные съёмки в этом фильме. В частности, Розенбаум написал, что «фильм был снят на натуре в Новом Орлеане», отметив также «великолепный актёрский состав на вторых ролях».

#### Городская среда Нового Орлеана в фильме
Аткинсон пишет, что уже в самом начале фильма сцена, в которой «трое подонков гонятся за заболевшим человеком по полю, железнодорожным путям (вокруг движущегося поезда), к территории складов и наконец по переулку для окончательной разборки, снята одним длинным, дальним динамичным планом, дающим ощутить широту дальнейшей панорамы фильма,… который приходит в кафе, бары, игровые клубы, барачные постройки Французского квартала, торговые суда, вшивые ночлежки, работающие склады и фабрики, и всё это по-настоящему реально и сложно, и лишено какого-либо упрощения для удобства фильма». Фильм создаёт картину Нового Орлеана как «стремительно изменяющегося плавильного котла, где в каждый момент можно оказаться выкинутым за борт, картину хаоса и всё новых тайн». Лишний раз «это подчёркивает тот странный факт, что там почти нет характерного южного акцента… и это в фильме, наполненном местными жителями! Вместо этого, среди нью-йоркского тявканья исполнителей главных ролей мы получаем гобелен из эмигрантских голосов, китайских, греческих, ирландских, мексиканских, итальянских, как будто сам портовый город состоит только из движущихся куда-то иностранцев». Всё в этом фильме, «начиная от китайского повара, ирландского карлика, торгующего газетами и коррумпированного капитана корабля до парочки владельцев греческого ресторана и бесконечных копов и городских рабочих, несёт моменты поразительной аутентичности и силы».

#### Образ убийц как крыс
«TimeOut» отмечает, что «главная угроза — двое убийц, которые могут быть носителями чумы — выразительно определённые как крысы, подлежащие уничтожению — преследуются по огромной мусорной свалке, изумительно сотворённой из пропитанной потом портовой территории Нового Орлеана». Шварц также обращает внимание на то, что, как «упоминается в фильме, крысы виновны в передаче болезни, и интересно отметить, как история соотносит крыс с преступниками, так как и те, и другие представляют угрозу для общества».

### Оценка работы режиссёра
Критики высоко оценили режиссёрскую работу Казана. По словам Шварца, «Казан твёрдо и непреклонно ставит эту суровую историю в полудокументальном стиле, которая доставляет удовольствие своим экшном, при этом предлагая умную и яркую историю». Аткинсон отметил, что «в конце 1940-х годов Казан был настолько популярен, что удивительно, что у него вообще было время спать». До этого фильма он «уже сделал пять фильмов и завоевал Оскар». Но, по мнению Аткинсона, "ничто в его замечательной фильмографии — даже «В порту» (1954) четыре года спустя — не достигает тонкости, разнообразия текстур и непредсказуемости ритмов «Паники». Далее критик написал, что «знаменитый своей постановкой великолепной актёрской игры, но при этом редко удостаивавшийся похвал за свою визуальную хватку, в этой картине Казан представил эти составляющие в обратном порядке: сняв эту криминальную историю в крайне быстром темпе, он повёл обширный актёрский ансамбль путём такого реализма, который никто ещё не знал в 1950 году». «Работая со сценарием, к написанию которого приложили руку шесть человек, включая Филипа Йордана, Казан рисует бурлящий портрет города, используя многочисленные съёмки на местах и наполняя каждый уголок фильма подлинными гипнотическими городскими делами и занятиями». Бетцольд подчёркивает, что Казан разработал основанный на разработках Актёрской студии "новаторский для 1950 года свободный стиль работы с актёрами, который он продолжит оттачивать на протяжении нескольких последующих лет в фильмах «Трамвай Желание», «В порту» и «К востоку от рая». Критик отмечает, что «Казан использовал многих непрофессиональных актёров и поставил многие сцены с импровизационным или частично импровизационным текстом, в результате чего возник захватывающий реализм».

### Оценка актёрской игры
Как указывает Шварц, «первоклассный актёрский состав выдаёт превосходную игру». Майер пишет, что «Уидмарк играет в этом фильме редкую для себя роль законопослушного врача ВМС, который борется с распространением бубонной чумы в Новом Орлеане». Бетцольд называет игру Уидмарка «гипнотической в роли врача, призванного расследовать таинственную смерть, который оказывается впутанным в зловещий сюжет». В свою очередь «Variety» выделяет Джека Пэланса, который «выдаёт сильную игру». По мнению Бетцольда, блестяще сыграли также опытные Барбара Бел Геддес и Зеро Мостел. Кроме того, как отмечает Аткинсон, Казан «добивается убедительной игры от любителей, а также от множества профессионалов, почти каждый из которых, вероятно, выдаёт в этом фильме лучшую игру своей карьеры».